# San Giorgio in Velabro

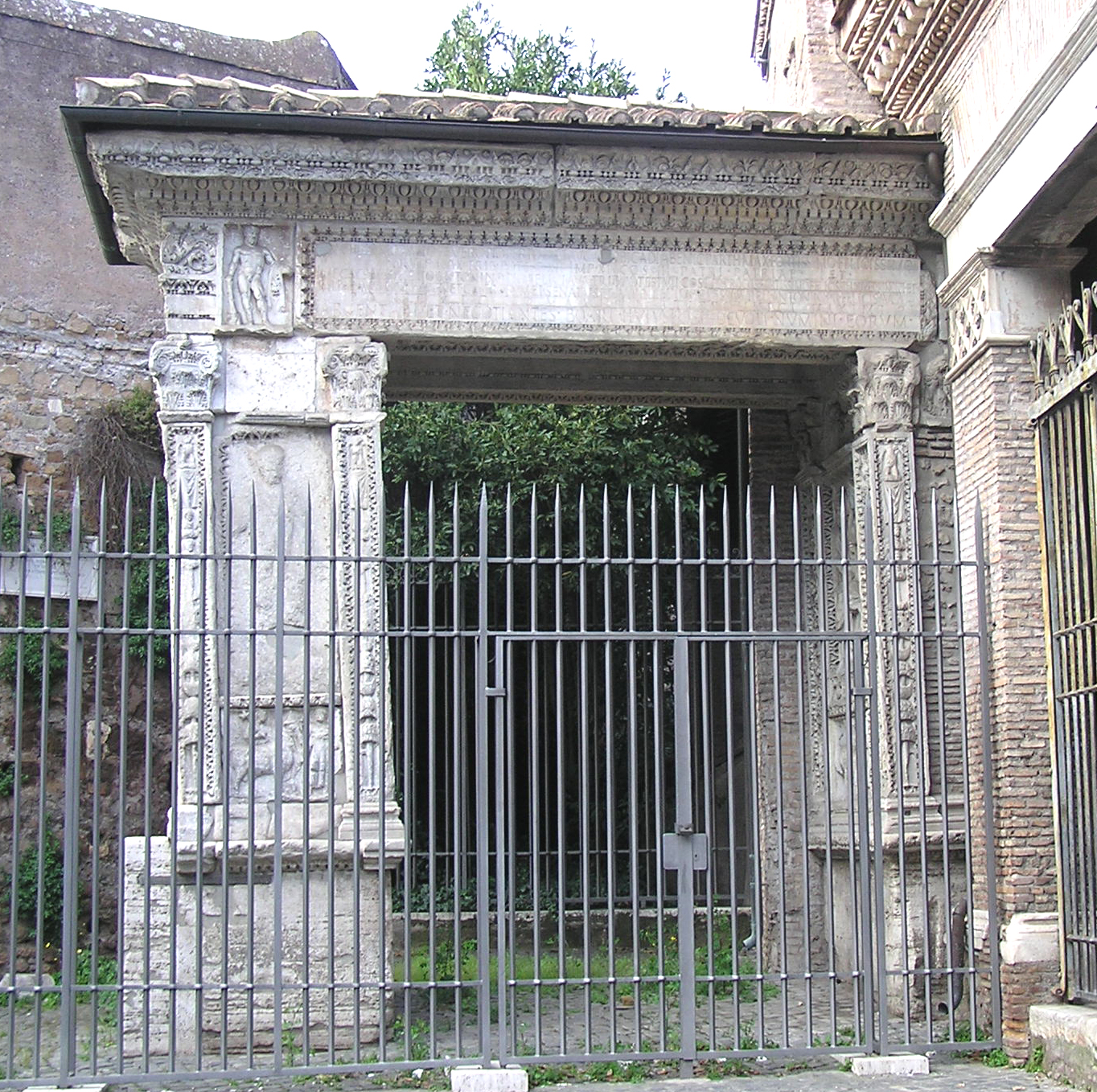
Bogen der Geldwechsler neben der Basilika

San Giorgio in Velabro (lat.: Sancti Georgii ad velum aureum) ist eine Basilika in Rom. Sie fungiert als Titeldiakonie, Rektoratskirche und Klosterkirche der Regularkanoniker des Ordens vom Heiligen Kreuz; sie war außerdem Stationskirche für den Donnerstag nach Aschermittwoch. Gelegentlich finden sich für die Kirche auch die Bezeichnungen San Giorgio al Velabro, San Giorgio in Fonte, San Giorgio della Chiavica oder Santi Giorgio e Sebastiano.

## Lage
Die Basilika liegt an der Via del Velabro in unmittelbarer Nähe des Janusbogens. Der Beiname der Kirche erinnert an das antike Velabrum, ein Sumpfgebiet am Tiber. Hier soll der Sage nach der Hirt Faustulus die ausgesetzten Zwillinge Romulus und Remus aufgefunden haben. Links neben der Kirche steht der Bogen der Geldwechsler (lat. Arcus argentariorum), der einer Inschrift zufolge im Jahre 204 n. Chr. von den argentarii et negotiantes boarii huius loci, den Geldwechslern und Ochsenhändlern, zu Ehren des Kaisers Septimius Severus und seiner Familie errichtet wurde. Vielleicht befand sich hier einst ein Zugang zum Forum Boarium.
Eigentlich handelt es sich eher um ein rechteckiges Portal, als um einen echten Bogen. Offensichtlich ließ Kaiser Caracalla sowohl den Namen seines ermordeten Bruders Geta (getötet 212 n. Chr.) aus der Inschrift tilgen, als auch dessen Bildnis an der Innenwand des Bogens abschlagen. Der reich mit Rankenornamenten verzierte und reliefierte Bogen zeigt innen u. a. Szenen des opfernden Septimius Severus mit seiner Familie sowie außen Soldaten mit einem gefangenen Parther. Gegenüber dem Arco degli Argentari öffnet sich ein Tor zur Cloaca Maxima, dem ältesten und wichtigsten Kanal im antiken Rom; das Gewölbe stammt wohl aus dem 2. Jahrhundert v. Chr. Die Einmündung der Cloaca Maxima in den Tiber ist noch heute etwas unterhalb des Ponte Palatino deutlich erkennbar.

## Geschichte der Basilika

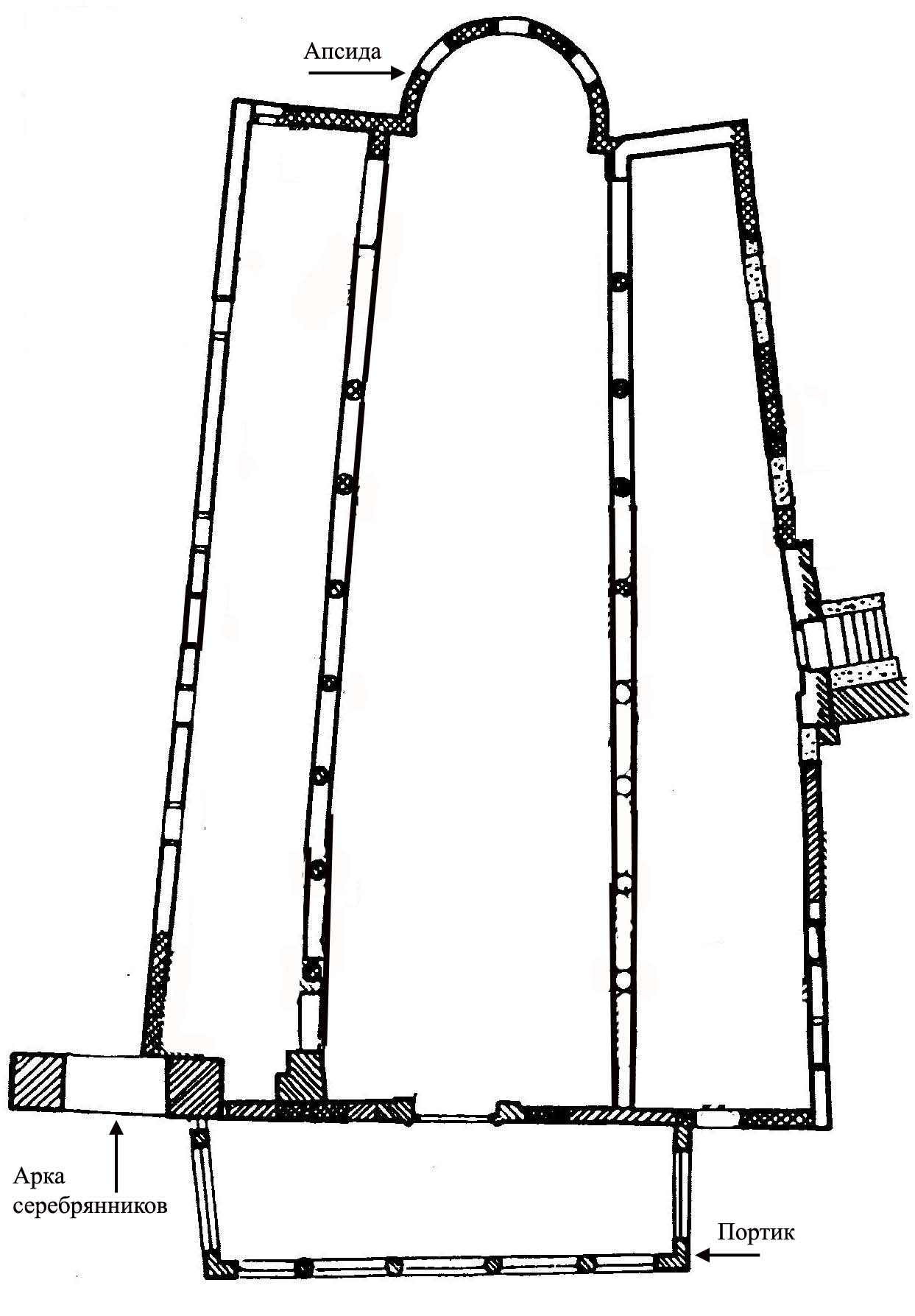
Grundriss der dreischiffigen Säulenbasilika mit Portikus, um 830

In dem überwiegend von Griechen bewohnten Marktviertel am Tiberufer (Forum Boarium) befand sich bereits im 5./6. Jahrhundert eine christliche Diakonie. Dazu gehörte auch eine kleine Kirche oder Kapelle, die um 685 in einem einschiffigen Saal (ca. 12 × 8 m) mit kleiner nördlicher Apsis eingerichtet worden ist. Weil zu dieser Zeit der Kult des Ritterheiligen Georg in Rom noch nicht verbreitet war, wird vermutet, dass diese erste kleine Kirche dem hl. Sebastian geweiht war, woraus sich später das Doppelpatrozinium SS. Giorgio e Sebastiano und schließlich S. Giorgio in Velabro herausgebildet hat. Die unregelmäßig verlaufenden Grundstücksgrenzen der Diakonie sind auf entsprechende Eigentumsverhältnisse zur Entstehungszeit zurückzuführen; sie blieben auch für das Bauwerk der heute noch bestehenden Basilika maßgeblich.
Unter Papst Gregor IV. (827–844) entstand um 830 auf dem gesamten Areal der frühchristlichen Diakonie der Neubau einer dreischiffigen, flachgedeckten Säulenbasilika mit Apsis im Norden. Die von der Eingangsseite her schräg auf das Ende des Langhauses zulaufenden Außenmauern der flach schließenden Seitenschiffe mussten sich den bestehenden Grundstücksgrenzen anpassen; das ist auch der Grund für die noch heute sichtbaren architektonischen Unregelmäßigkeiten. Portikus und Campanile wurden Anfang des 13. Jahrhunderts errichtet.

## Kircheninneres

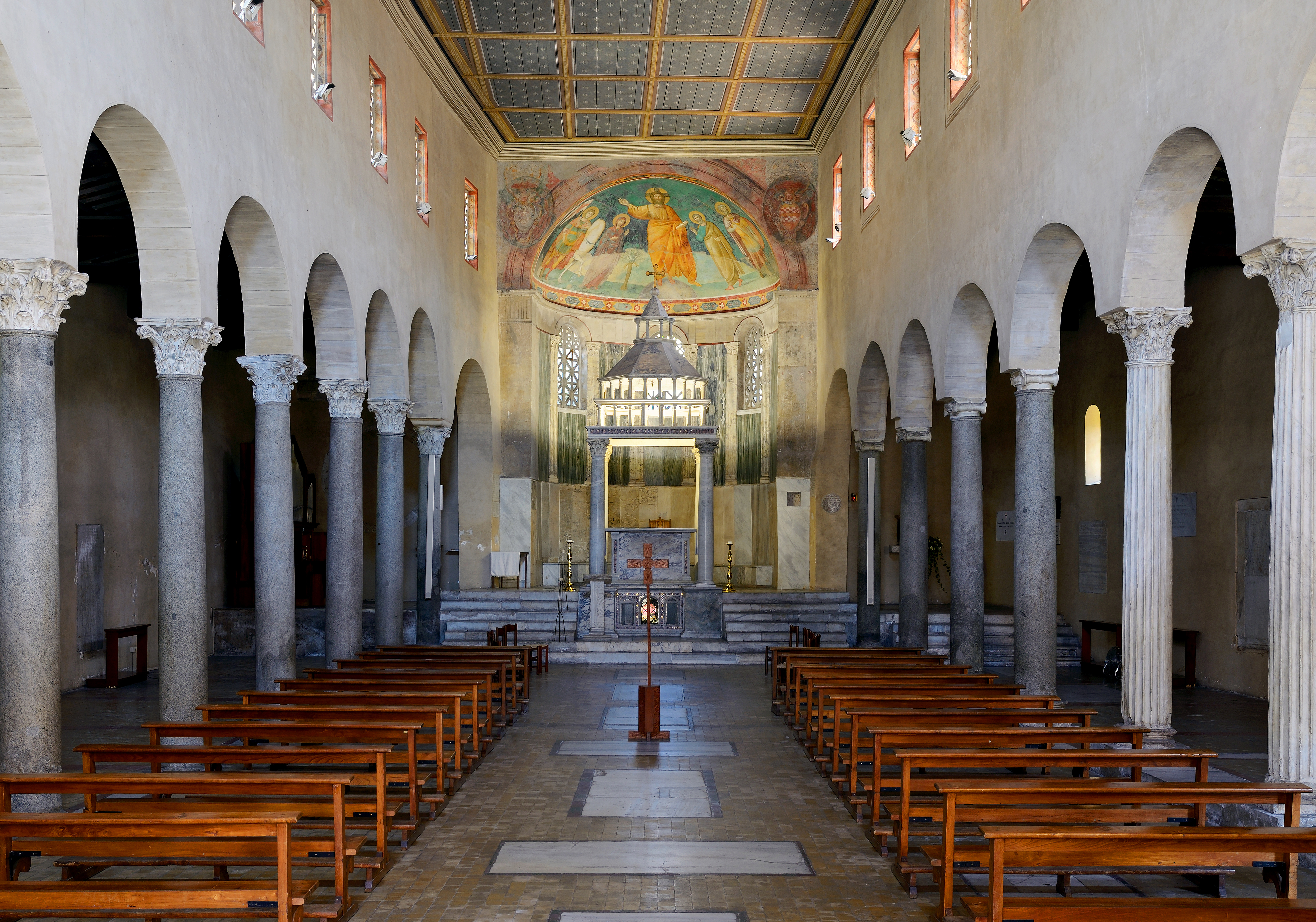
Innenraum der Basilika

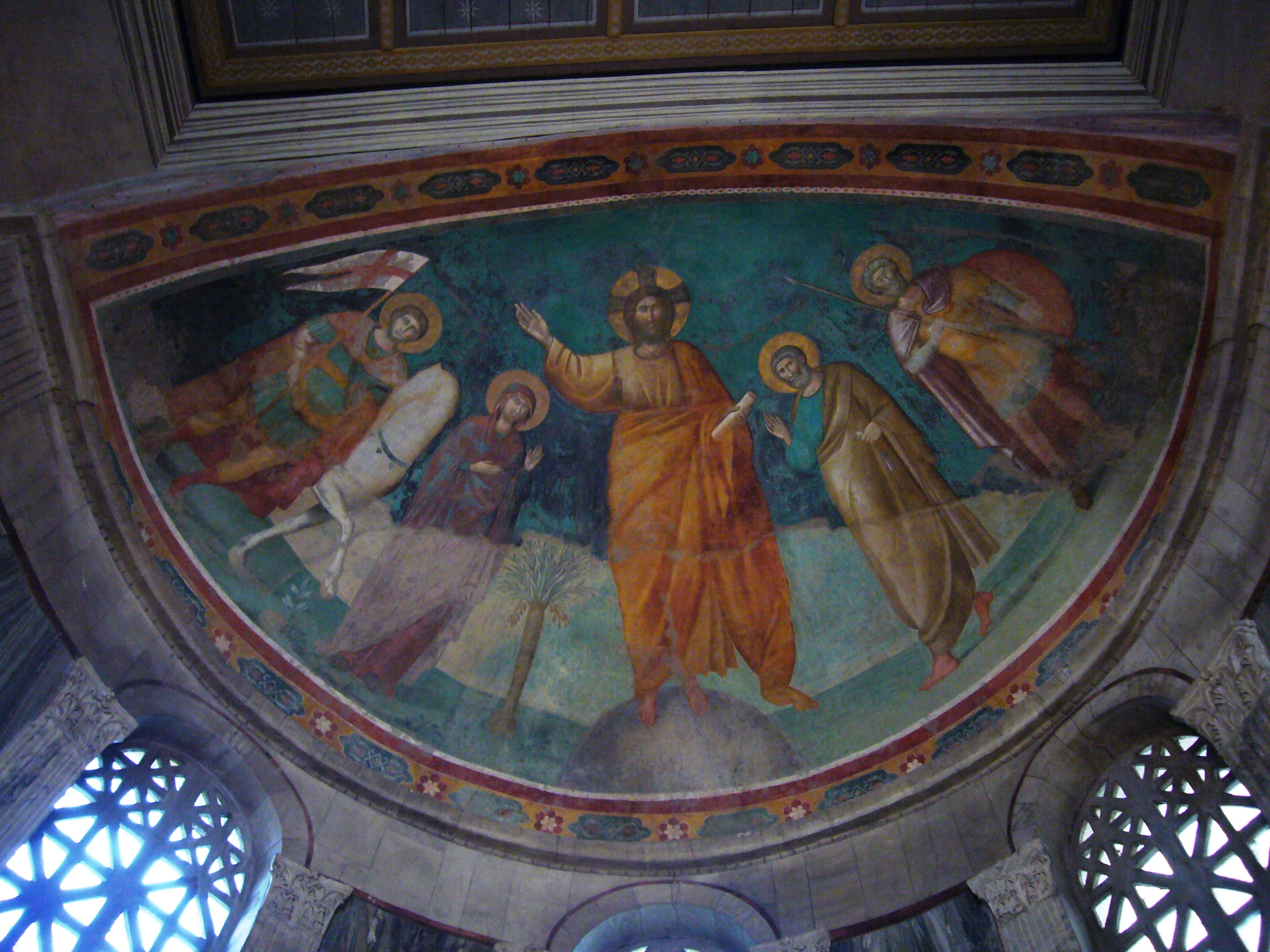
Apsisfresko von Pietro Cavallini (1295) als Ersatz des karolingischen Mosaiks

Je acht Säulenarkaden aus Granit und Marmor tragen die Langhauswände. Säulen und Kapitelle sind überwiegend Spolien aus unterschiedlichem Material und von verschiedener Größe, so dass die von ihnen getragenen Arkaden in der Scheitelhöhe wechseln und deshalb nicht immer regelmäßige Halbkreisformen haben. Die Rechteckfenster über jedem Interkolumnium verblüffen durch ihre Einfachheit. Zwischen der zweiten und dritten Säule auf der rechten Seite befindet sich ein als Aqua Argentina bezeichneter Brunnen, der ursächlich war für den weiteren Beinamen der Kirche als S. Giorgio in Fonte.
Von der alten Ausstattung haben sich nur einige Fragmente erhalten, darunter Teile von Schrankenplatten des 6. bis 9. Jahrhunderts mit Bandflechtmustern, die aus der Diakonie oder aus der ersten Kirche stammen könnten und heute in den Seitenschiffen aufgestellt sind; außerdem einige ionische Kapitelle, die an der rechten Säulenreihe der Basilika wieder verwendet wurden. Reste des ehemaligen Apsismosaiks sind heute an der Wand des rechten Seitenschiffs eingemauert. Das Ziborium des Hochaltars hat ein Meister Nicola mit seinen Söhnen geschaffen (ca. 1150).
1295 ersetzte Pietro Cavallini (oder seine Werkstatt) das bisherige Apsismosaik durch ein Fresko mit der Darstellung von Christus auf der Weltkugel und zu seinen Seiten links Maria (als Advocata) und Georg (als Ritter mit Kreuzfahne und Pferd) sowie rechts Petrus (mit Schlüsseln) und Sebastian (als Soldat mit Schwert, Lanze und Schild).

## Georgsreliquien
Im Liber Pontificalis wird berichtet, dass im 8. Jahrhundert eine Kopfreliquie des Ritters Georg nach Rom gekommen sei; sie wurde zunächst im Lateran verwahrt und dann im Jahr 751 von Papst Zacharias (741–752) in die Diakonie (in venerabili diaconia) und die zugehörige kleine Kirche übertragen. Von diesen Georgsreliquien wird bis heute das Stück einer Schädelplatte mit der Bezeichnung cranium s. Georgii in einem Reliquienschrein unterhalb des Altars (Confessio) aufbewahrt.
Aus den Quellen ergibt sich außerdem, dass Papst Formosus (891–896) im Februar 896 einige Georgsreliquien an den Erzbischof von Mainz Hatto I. (identisch mit dem Reichenauer Abt Hatto III.) übergeben hat, als dieser mit König Arnulf von Kärnten zur Kaiserkrönung in Rom weilte. Dabei handelte es sich insbesondere um ein Schädelstück, das vermutlich aus dem Reliquienschatz der Kirche S. Giorgio in Velabro stammte. Die Translation dieser Reliquien war für Hatto der Anlass zum Bau einer Klosterzelle und der Georgskirche für das Benediktinerkloster auf der Insel Reichenau, dessen Abt er war. Damit begann auch im deutschen Sprachraum die Verehrung des Ritters Georg, zunächst in den von Erzbischof Hatto geleiteten Klöstern Reichenau, Ellwangen und Lorsch, anschließend auch in St. Gallen und im Herzogtum Schwaben sowie vor allem in den Bistümern Mainz, Straßburg und Bamberg.

## Zeitgeschichte
Im Juli 1993 zerstörte eine Autobombe die Hauptfassade der Kirche. Der Campanile blieb erhalten; die Kirchenfassade wurde rekonstruiert. Zudem litt der Bau immer wieder unter Überschwemmungen; darauf verweist eine Markierung des Hochwassers 1870 im Bereich des Portikus.

## Kardinaldiakone
Seit 2010 ist Gianfranco Ravasi Kardinaldiakon von San Giorgio in Velabro; seine Titelkirche hat er am 23. Januar 2011 in Besitz genommen; seit 2021 ist er Kardinalpriester pro hac vice.